# Joey Jordison
Nathan Jonas Jordison (26. dubna 1975, Des Moines, Iowa – 26. července 2021, Des Monies, Iowa) byl americký bubeník proslavený hlavně ve skupině Slipknot. V několika metalových magazínech byl označen za jednoho z nejlepších bubeníků světa. Na bubny hrál od 10 let, ale raději hrál na kytaru.
Jako jediný ze SlipKnoT nepodlehl kouzlu tetování. Měl dvě sestry, jeho otec zemřel v roce 2002. Jeho matka nenosí nic jiného než oblečení s Murderdolls a SlipKnoT. Mezi jeho nejoblíbenější činnosti patřily videohry, spánek a sex. Metal začal poslouchat v 6 letech a jeho nejoblíbeněješí styly byly black metal a death metal. A jeho oblíbený zpěvák byl Ozzy Osbourne. Nejvíce ho ovlivnila skupina Kiss a koncert Kiss byl prvním, na kterém kdy byl. U své kombinézy si nechal zkrátit rukávy a nohavice, aby se mu lépe bubnovalo. Joey propadl na dlouhou dobu drogám, až ke konci roku 2007 skončil díky svému synovci, který mu zavolal. Joey k tomu jen řekl „Teprve tahle věc mě přiměla, uvědomit si, co je v mém životě důležité a že jsem některým lidem udělal mnoho zlých věcí.“
Členové Slipknot o něm tvrdili, že byl nejvíce výřečný, Joey o sobě tvrdil, že byl velice uzavřený a mírný. Navrhl, kromě loga (tribal-s), název kapely s velkými „K“ a „T“, tyto dvě písmena zvětšil, protože byl v té době velkým fanouškem kapely KoRn.
Své umění na kytaru ukázal ve skupině Murderdolls. Nejprve sice projekt s Murderdolls vypadal velice slibně, ale poslední album nahráli v roce 2002. Jak sám Joey řekl, je malá pravděpodobnost, že se dá skupina ještě někdy dohromady.
Velkého ocenění své práce se Joey dočkal v roce 2005, kdy byl jedním ze čtyř kapitánů projektu Roadrunner United. V roce 2006 pak vyrazil na turné s americkými Ministry. V poslední době se věnoval i produkci nových desek, naposledy produkoval nové album skupiny 3 Inches of Blood. Rok 2007 Joey věnoval z velké části turné s KoRn jako náhradu za Davida Silveriu.
Joey nosil kabuki masku, která vypadala zmučeněji než ty předchozí, s velkou prasklinou na čele a sešitým otvorem pro ústa. Doplnil ji trnovou korunou napodobující Ježíšovu. V roce 2010 se dala znovu dohromady již zmíněná skupina Murderdolls a nahráli nové album s názvem Women & Children last. Album vyšlo 31. srpna 2010. V roce 2013 odešel ze Slipknot.
V roce 2016 začal působit ve skupině Sinsaenum, ve které působil až do své smrti.
Joey zemřel dne 26. července 2021 ve spánku ve věku 46 let.
Dne 29. července 2021 TMZ zveřejnila nouzové volání, které vedlo k objevu Joeyho těla. Během hovoru Joeyho bývalá přítelkyně Amanda Victoria, která tvrdí, že se starala o jeho záležitosti, popsala, že dorazila do Jordisonova domu, aby ho zkontrolovala poté, co o něm jeho rodina několik dní neslyšela. Popsala, jak když otevřela dveře do Jordisonova domu, okamžitě rozpoznala silný zápach přicházející zevnitř, což jí přimělo uvěřit, že je mrtvý. Ve výzvě Victoria popsala Joeyho jako „těžkého alkoholika s dalšími zdravotními problémy“.